# Diva Diniz Corrêa

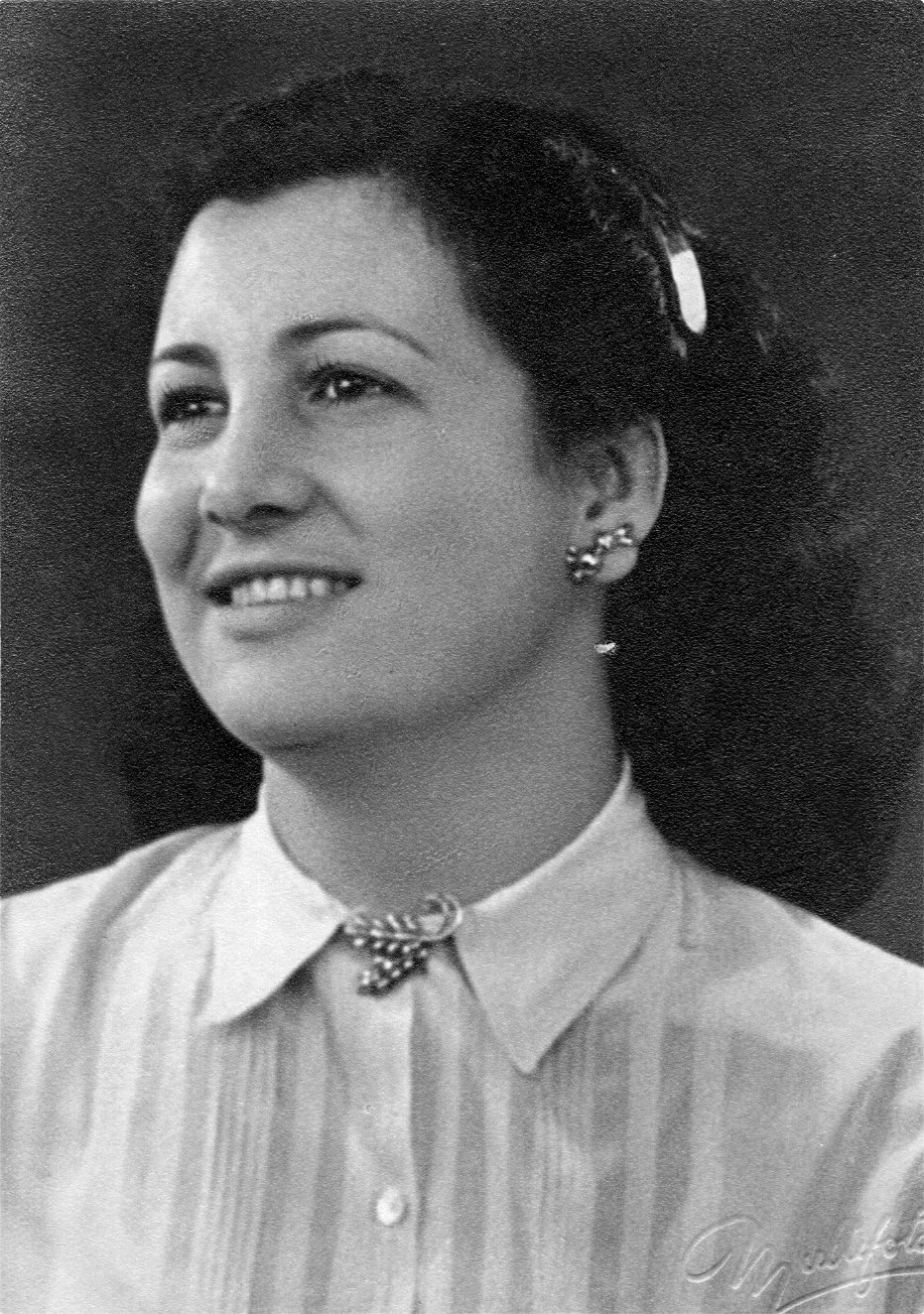
Photo von 1958

Diva Diniz Corrêa (* 10. Mai 1918 in Avaré, São Paulo; † 28. April 1993 in São Paulo) war eine brasilianische Meeresbiologin.

## Leben und Leistungen
Diva Diniz Corrêa absolvierte ein Studium an der Universität von São Paulo, das sie 1941 abschloss. Sie erforschte hauptsächlich die Taxonomie der Schnurwürmer und verfasste von 1948 bis 1963  Erstbeschreibungen von sieben Gattungen und diversen Arten dieses Stammes. Außerdem publizierte sie über Polycladida.
1957 erhielt Corrêa ein Guggenheim-Stipendium und führte ihre Forschungsarbeiten in den USA fort. Von März bis August 1958 arbeitete sie auf der Pacific Marine Station, Dillon Beach, Marin County, in Kalifornien, wo sie von Direktor Joel Hedgpeth unterstützt wurde. Sie hielt sich kurzzeitig an der Scripps Institution of Oceanography auf  und nahm an von Edward William Fager geleiteten Exkursionen im Gebiet um San Diego teil. Außerdem studierte sie die Sammlung pazifischer Schnurwürmer der Allan Hancock Foundation an der University of Southern California in Los Angeles. Auf der Basis der von ihr während ihres USA-Aufenthalts gesammelten Exemplare publizierte sie 1964 die Schrift Nemerteans from California and Oregon in Proceedings of the California Academy of Sciences.
Später wurde Corrêa Professorin an der Universität von São Paulo. 1963 übernahm sie den Lehrstuhl für Zoologie von dem in Ruhestand gehenden deutschen Wissenschaftler Ernst Marcus (1893–1968). Von 1977 bis 1981 war sie Direktorin des Instituts für Biowissenschaften der Universität. Ihr Nachfolger in dieser Funktion war Walter Narchi.

## Dedikationsnamen
- Dinizia Marcus, 1947 (Turbellaria)
- Divanella Gibson, 1974 (Nemertea)
- Correanemertes Kirsteuer, 1967 (Nemertea)
- Runcina (Lapinura) divae (Ev. Marcus & Er. Marcus, 1963) (Gastropoda)

## Publikationen (Auswahl)
- A primeira Dolichoplana (Tricladida  Terricola). Zoologia, 12, Brasil. Bol. Fac. Filos. Ciênc. Letr. Univ. São Paulo, 1947, S. 57–81.
- Sôbre o genero Zygantroplana. Zoologia, 14, Bol. Fac. Filos. Ciênc. Letr. Univ. São Paulo, 1949, S. 173–217.
- A new polyclad from Brazil.  Bol. Inst. Oceanogr. São Paulo, 7, 1958, S. 81–86.
- Two new marine Turbellaria from Florida.  Bull. Mar. Sci. Gulf Caribb., 10, 1960, S. 208–216.
- The turbellarian  Hofstenia miamia in the Caribbean Sea. In: Studies on the Fauna of Curacao and other Caribbean Islands 33, M. Nijhoff, Hague 1963, S. 38–40.
- Nemerteans from California and Oregon. Proceedings of the California Academy of Sciences, v. 31, no. 19, San Francisco 1964, S. 515–558.
- Corallimorpharia e Actiniaria do Atlántico oeste tropical. Universidade de São Paulo, Faculdade de Filosofia, Ciências e Letras, São Paulo 1964.